# Fosa de Gasser
La fosa de Gasser también conocida como foseta de Gasser, fosita Gasseriana, impresión trigeminal, escotadura Trigeminal o incisura de Gruber es una depresión donde se sitúa el ganglio del trigémino o ganglio de Gasser. Está ubicada en el tercio interno de la cara anterosuperior de la porción petrosa del hueso temporal, medial al agujero de salida del conducto carotídeo en el interior del cráneo. El borde posterior de la fosa de Gasser produce a veces un notable saliente conocido con el nombre de tubérculo retrogasseriano o tubérculo de Princeteau que es el resultado de la osificación de la duramadre correspondiente.
Está rodeada por el cavum de Meckel en la porción postero-medial (ápice de la porción petrosa del temporal) de la fosa craneal media. Este saco dural actúa como conducto para el nervio trigémino entre la cisterna pre-pontina y el seno cavernoso en su aspecto posterolateral. El cavum de Meckel, tiene un diámetro de 4 a 9 mm en su abertura y una longitud promedio de 15 mm.
Es una zona en la que usualmente se observan diversas patologías: 
| Trigeminal    | Común - La diseminación perineural de los cánceres | Poco común - Tumores de la vaina nerviosa - Infección - Herpes |
| No-trigeminal | Común - Meningioma - Metástasis leptomeníngeas     | Poco común - Vascular - Arteria trigémina persistente, asas vasculares - Linfoma - Macroadenoma pituitario - Granuloma de colesterol / colesteatoma / - Lesiones condroides / cordoma - Aneurismas ICA - Tolosa-Hunt |